# Аррхов, Лове
Пауль Лове Аррхов (швед. Paul Love Arrhov; род. 17 мая 2008) — шведский футболист, полузащитник «Броммапойкарны».

## Клубная карьера
Начинал заниматься футболом в «Васастане», откуда затем осенью 2019 года перешёл в юношескую команду «Броммапойкарны». Выступал за команды различных возрастов, в составе которых становился чемпионом Швеции. В начале 2025 года подписал с клубом первый профессиональный контракт. Первую игру за главную команду провёл 16 февраля в матче группового этапа кубка страны с «Браге». 24 апреля во встрече с ГАИС дебютировал в чемпионате Швеции, появившись на поле в стартовом составе.

## Карьера в сборной
Выступал за юношескую сборную Швеции до 17 лет. В её составе впервые сыграл 17 сентября 2023 в товарищеском матче с Норвегией.

## Клубная статистика
| Выступление      | Выступление      | Выступление      | Лига | Лига | Кубки | Кубки | Конт. кубки | Конт. кубки | Итого | Итого |
| Клуб             | Лига             | Сезон            | Игры | Голы | Игры  | Голы  | Игры        | Голы        | Игры  | Голы  |
| ---------------- | ---------------- | ---------------- | ---- | ---- | ----- | ----- | ----------- | ----------- | ----- | ----- |
| Броммапойкарна   | Алльсвенскан     | 2025             | 1    | 0    | 3     | 1     | 0           | 0           | 4     | 1     |
| Броммапойкарна   | Итого            | Итого            | 1    | 0    | 3     | 1     | 0           | 0           | 4     | 1     |
| Всего за карьеру | Всего за карьеру | Всего за карьеру | 1    | 0    | 3     | 1     | 0           | 0           | 4     | 1     |